# Барон Кенсингтон

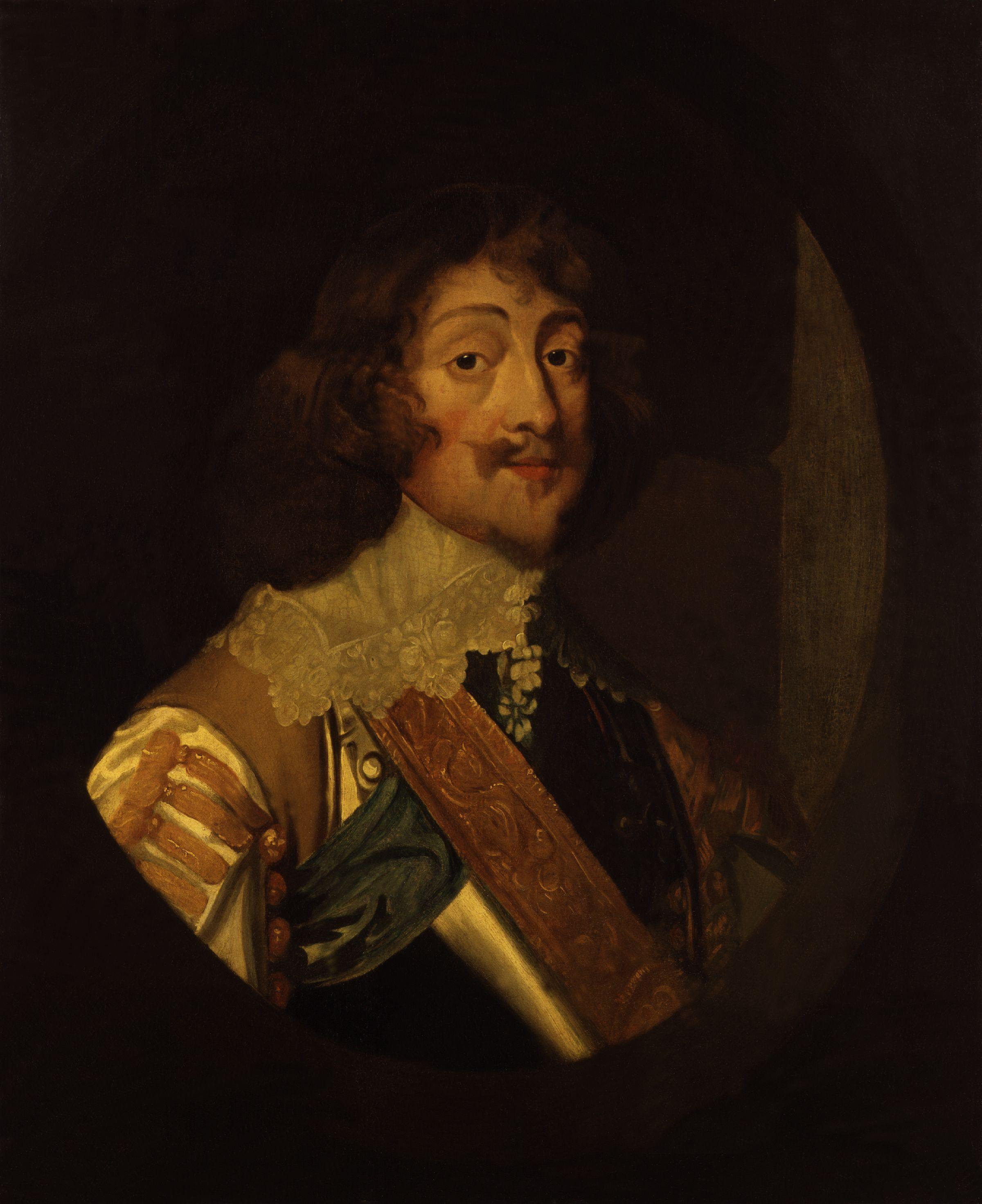
Портрет Генри Рича, 1-го барона Кенсингтона, Антонис ван Дейк, 1640 год, Национальная портретная галерея (Лондон)

Герб семьи Рич, баронов Кенсингтон и графов Холланд

Барон Кенсингтон — наследственный титул, созданный трижды в британской истории (1623 год — Пэрство Англии, 1776 год — Пэрство Ирландии, 1886 год — Пэрство Соединённого королевства).

## Первая креация (1623)
Впервые титул барона Кенсингтона в системе Пэрства Англии был создан 24 сентября 1623 года для достопочтенного Генри Рича (1590—1649). Он был младшим сыном Роберта Рича, 1-го графа Уорика (1559—1619). Генри Рич был депутатом Палаты общин от Лестера (1610—1621), занимал должности капитана йоменской гвардии (1617—1632), конюшего (1628), лорда-лейтенанта Беркшира (1628—1643) и Милдсекса (1628—1643). В 1624 году для него был создан титул графа Холланда (Пэрство Англии). Его сын, Роберт Рич, 2-й граф Холланд (ок. 1620—1675), в 1673 году после смерти своего двоюродного брата унаследовал титул 5-го графа Уорика. В 1759 году после смерти Эдварда Рича, 5-го барона Кенсингтона, 5-го графа Холланда и 8-го графа Уорика (1695—1759), баронский титул прервался.

## Вторая креация (1776)
Леди Элизабет Рич, единственная дочь Роберта Рича, 5-го графа Уорика (1620—1675), вышла замуж за Фрэнсиса Эдвардса (ум. 1725), депутата Палаты общин от Хаверфордуэста (1722—1725), который владел обширными землями в Пембрукшире, Кармартеншире и Кардиганшире. Их сын, Уильям Эдвардес (1711—1801), представлял Хаверфордуэст в Палате общин на протяжении более пятидесяти лет (1747—1784, 1786—1800, 1800—1801). Он унаследовал богатые родовые имения (в том числе Холланд-хаус в Кенсингтоне, который в 1768 году был продан Генри Фоксу) в связи со смертью последнего графа Уорика и Холланда в 1759 году. 20 июля 1776 года для него был создан титул барона Кенсингтона в системе Пэрства Ирландии. Ему наследовал его сын, Уильям Эдвардс, 2-й барон Кенсингтон (1777—1852), который также представлял Хаверфордуэст в парламенте (1802—1818). Сын 2-го барона, Уильям Эдвардс, 3-й барон Кенсингтон (1801—1872), служил лордом-лейтенантом Пембрукшира (1861—1872). Его сменил его сын, Уильям Эдвардс, 4-й барон Кенсингтон (1835—1896).

## Третья креация (1886)

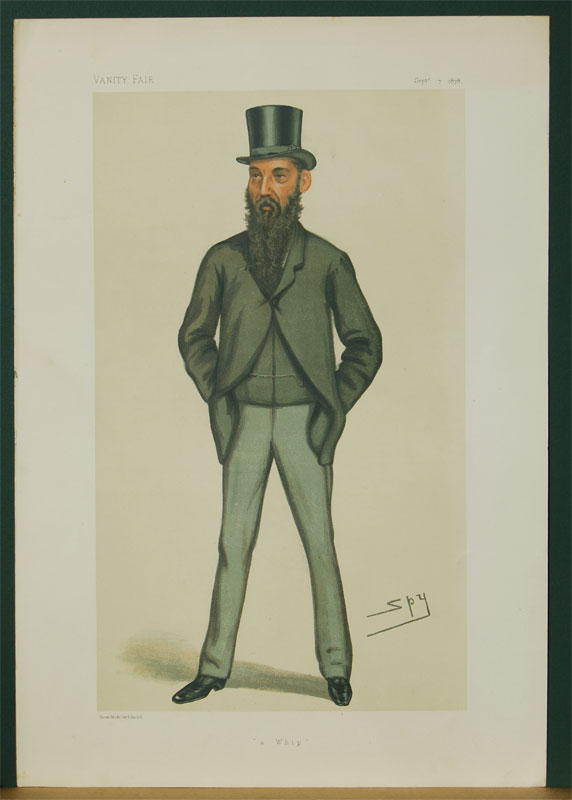
Карикатура на Уильяма Эдвардса, 4-го барона Кенсингтона, автор — Лесли Уорд, журнал Vanity Fair, 1878 год

Уильям Эдвардс, 4-й барон Кенсингтон, член Либеральной партии, заседал в Палате общин от Хаверфордуэста в 1868—1885 годах, занимал посты контролёра двора (1880—1885), капитана йоменской гвардии (1892—1895), либерального главного «кнута» в Палате лордов в правительстве Уильяма Гладстона (1892—1896) и лорда-лейтенанта Пембрукшира (1872—1896). 13 марта 1886 года для него был создан титул барона Кенсингтона из Кенсингтона в графстве Мидлсекс (Пэрство Соединённого королевства), который давал ему и его потомкам автоматическое место в Палате лордов. Его старший сын, Уильям Эдвардс, 5-й барон Кенсингтон (1868—1900), участвовал во Второй Англо-бурской войне и скончался от ран, полученных в бою в июне 1900 года. Его преемником стал его младший брат, Хью Эдвардс, 6-й барон Кенсингтон (1873—1938). Он имел чин полковника резервной армии, участвовал во Второй англо-бурской войне и Первой мировой войне. 
По состоянию на 2024 год носителем титула являлся его правнук, Уильям Оуэн Александр Эдвардс, 9-й барон Кенсингтон (род. 1964), который стал преемником своего отца в 2018 году.

## Барон Кенсингтон, первая креация (1623)
- 1623—1649: Генри Рич, 1-й барон Кенсингтон, 1-й граф Холланд (19 августа 1590 — 9 марта 1649), младший сын Роберта Рича, 1-го графа Уорвика (1559—1619)[1];
- 1649—1675: Роберт Рич, 2-й барон Кенсингтон, 2-й граф Холланд, 5-й граф Уорик (ок. 1620 — 16 апреля 1675), старший сын предыдущего[2];
- 1675—1701: Эдвард Рич, 3-й барон Кенсингтон, 3-й граф Холланд, 6-й граф Уорик[англ.] (1673 — 31 июля 1701), единственный сын предыдущего от второго брака[3];
- 1701—1721: Эдвард Генри Рич, 4-й барон Кенсингтон, 4-й граф Холланд, 7-й граф Уорик[англ.] (январь 1697 — 16 августа 1721), единственный сын предыдущего[4];
- 1721—1759: Эдвард Рич, 5-й барон Кенсингтон, 5-й граф Холланд, 8-й граф Уорик (1695 — 7 сентября 1759), сын Коупа Рича, внук Коупа Рича, младшего сына Генри Рича, 1-го графа Холланда[5].

## Бароны Кенсингтон, вторая и третья креации (1776/1886)
- 1776—1801: Уильям Эдвардс, 1-й барон Кенсингтон[англ.] (ок. 1711 − 13 декабря 1801), сын Фрэнсиса Эдвардса (ум. 1725) и леди Элизабет Рич (ум. 1725), дочери Роберта Рича, 5-го графа Уорвика[6];
- 1801—1852: Уильям Эдвардс, 2-й барон Кенсингтон[англ.] (24 апреля 1777 — 10 августа 1852), единственный сын предыдущего[7];
- 1852—1872: Капитан Королевских ВМФ Уильям Эдвардс, 3-й барон Кенсингтон[англ.] (3 февраля 1801 — 1 января 1872), второй сын предыдущего[8];
- 1872—1896: Уильям Эдвардс, 4-й барон Кенсингтон[англ.] (11 мая 1835 — 7 октября 1896), старший сын предыдущего[9];
- 1896—1900: Уильям Эдвардс, 5-й барон Кенсингтон (25 июля 1868 — 24 июня 1900), старший сын предыдущего[10];
- 1900—1938: Хью Эдвардс, 6-й барон Кенсингтон (3 сентября 1873 — 3 марта 1938), второй сын 4-го барона Кенсингтона, младший брат предыдущего[11];
- 1938—1981: Уильям Эдвардс, 7-й барон Кенсингтон (15 мая 1904 — 19 августа 1981), старший сын предыдущего[12];
- 1981—2018: Хью Айвор Эдвардс, 8-й барон Кенсингтон (24 ноября 1933 — 12 сентября 2018), единственный сын капитана достопочтенного Хью Оуэна Эдвардса (1905—1937), племянник предыдущего[13];
- 2018 — настоящее время: Уильям Оуэн Александр Эдвардс, 9-й барон Кенсингтон (род. 21 июля 1964), старший сын предыдущего[14];
  - Наследник титула: достопочтенный Уильям Фрэнсис Иво Эдвардс (род. 23 марта 1993), единственный сын предыдущего[15].